# 라피크 제부르
라피크 제부르(아랍어: رفيق زهير جبور, 프랑스어: Rafik Zoheir Djebbour, 1984년 3월 8일 ~)는 알제리의 전 축구 선수로 포지션은 스트라이커이다.